# Benjamin Marušič
Benjamin Marušič, slovenski pravnik, * 18. avgust 1914 Opatje selo, Avstro-Ogrska, † 15. maj 1981, Ljubljana.
Benjamin Marušič, nečak Draga Marušiča, se je rodil v družini mizarja Antona in gospodinje Marije Marušič. Po 1. svetovni vojni se je družina izselila v Kraljevino Srbov, Hrvatov in Slovencev. Ljudsko šolo in gimnazijo je obiskoval v Mariboru ter diplomiral na Pravni fakulteti v Ljubljani. Med 2. svetovno vojno je sodeloval z Osvobodilno fronto, bil do kapitulacije Kraljevine Italije zaprt v taborišču Renicci, po koncu vojne pa sodnik na sodiščih v Kopru, Celju in od 1960 dalje na okrožnem sodišču v Ljubljani. Leta 1968 je postal sodnik vrhovnega sodišča Socialistične federativna republike Jugoslavija]e v Beogradu.